# Robert Deyber
Robert Deyber (Greenwich, 13 agosto 1955 – Roxbury, 20 settembre 2021) è stato un pittore statunitense, noto soprattutto per le rappresentazioni visive letterali di cliché, eufemismi e modi di dire dell'inglese e di altre lingue.

## Biografia
Il suo lavoro prende le mire da quello di Thomas Cole e Frederic Edwin Church della Hudson River School, di surrealisti come Salvador Dalí e René Magritte, del pittore naïf Henri Rousseau, dei coloristi Henri Matisse e Marc Chagall e di Andy Warhol . Deyber ha presento spunto per le sue scene dalla prosa che contraddistingue il lessico inglese. Le sue opere spaziano dalle traduzioni letterali di detti fantasiosi alle rappresentazioni kitsch della terminologia quotidiana. È stato descritto come un "surrealista pop" il cui stile "ha attrazione sia per i collezionisti nuovi che per quelli esperti".